# Phyciodyta neritis
Phyciodyta neritis är en fjärilsart som beskrevs av Edward Meyrick 1918. Phyciodyta neritis ingår i släktet Phyciodyta och familjen äkta malar. Inga underarter finns listade i Catalogue of Life.